# Ceresara
Ceresara (lombardul: Sarezére) település Olaszországban, Lombardia régióban, Mantova megyében. Lakosainak száma 2535 fő (2023. január 1.). Ceresara Casaloldo, Castel Goffredo, Gazoldo degli Ippoliti, Goito, Guidizzolo, Medole, Piubega és Rodigo községekkel határos.

## Népesség
A település lakossága az elmúlt években az alábbi módon változott:
| Lakosok száma | 2634 | 2609 | 2535 |
|               | 2017 | 2018 | 2023 |